# Braid (gruppo musicale)
I Braid sono un gruppo musicale statunitense formatosi nel 1993 a Champaign, nell'Illinois.

## Formazione

### Formazione attuale
- Bob Nanna – voce, chitarra (1993-2004, 2011-presente)
- Todd Bell – basso (1993-2004, 2011-presente)
- Chris Broach – voce, chitarra (1994-2004, 2011-presente)
- Damon Atkinson – batteria (1997-2004, 2011-presente)

### Ex componenti
- Roy Ewing – batteria (1993-1997)
- Pete Havranek – chitarra (1993-1994)
- Jay Ryan – basso (1993)
- Kate Reuss – voce (1993-1994)

## Discografia

### Album in studio
- 1995 – Frankie Welfare Boy Age Five (Divot Records)
- 1996 – The Age of Octeen (Mud Records)
- 1998 – Frame and Canvas (Polyvinyl Records)
- 2000 – Movie Music, Vol. 1 (Polyvinyl Records)
- 2000 – Movie Music, Vol. 2 (Polyvinyl Records)
- 2000 – Lucky to Be Alive (Glue Factory Records)
- 2011 – Closer to Closed
- 2014 – No Coast (Topshelf Records)

### Singoli
- 1994 – Rainsnowmatch (Enclave Records)
- 1996 – I'm Afraid of Everything (Grand Theft Autumn Records, Polyvinyl Records)
- 1997 – Niagra (Grand Theft Autumn Records)
- 1997 – First Day Back (Polyvinyl Records)
- 1999 – Please Drive Faster (Polyvinyl Records)
- 2011 – Closer to Closed (Polyvinyl Records)

## Videografia
- 1999 – Killing a Camera (BiFocal Media); documentario in VHS, riedito nel 2004